# Люцерновая пчела-листорез

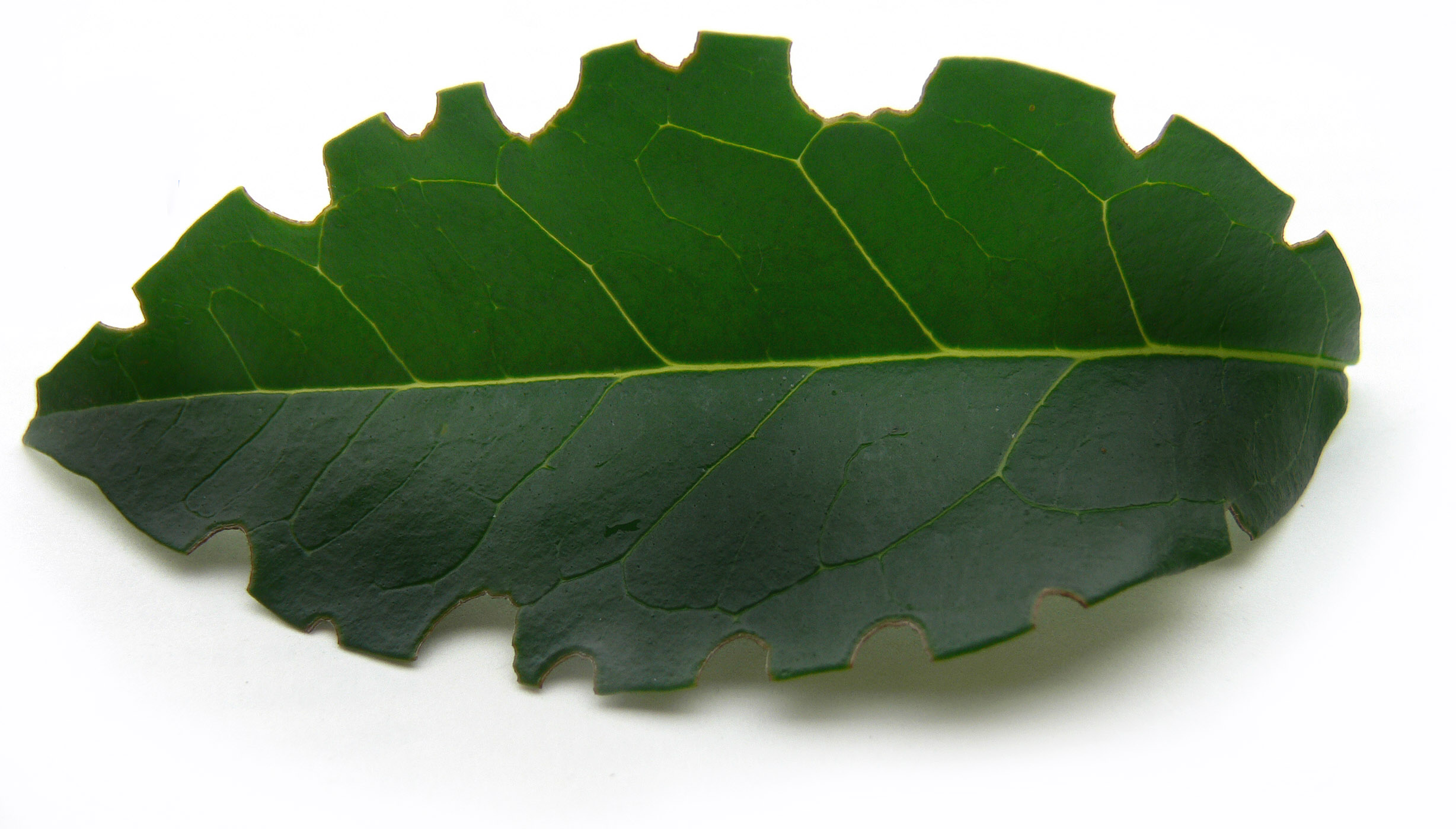
Лист, разрезанный пчелой Megachile rotundata

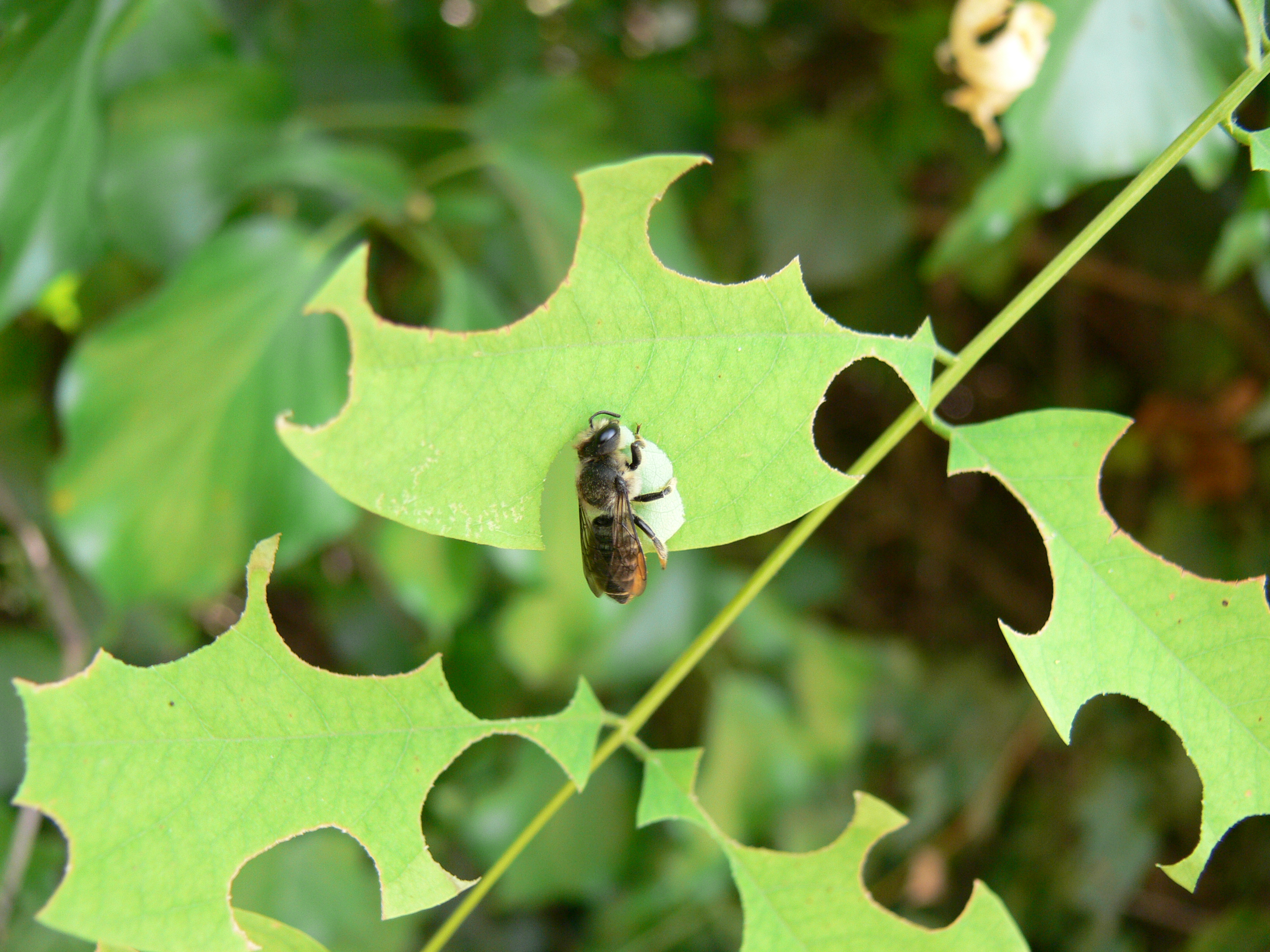
Пчела Megachile rotundata, вырезающая кусочек листа

Пчела-листорез люцерновая (Megachile rotundata) — вид пчёл-листорезов из семейства Megachilidae (подрод Eutricharaea). Важный опылитель, разводимый в промышленных масштабах. Внесена в Красную книгу Ставропольского края как вид, нуждающийся в охране.

## Распространение
Европа, Сибирь, Дальний Восток, Монголия, Северная Африка. Интродуцированы во многие регионы как важный опылитель люцерны (alfalfa): Северная и Южная Америка, Новая Зеландия (с 1971), Австралия (с 1987).

## Описание
Одиночные пчёлы. Ячейки своих гнёзд, содержащих одно яйцо и запас пыльцы, выстилают кусочками листьев люцерны, роз, шиповника, бирючины. Эти вырезаемые ими кусочки имеют округлую форму и вреда растению такие надрезы не приносят, так как пчёлы не нарушают их сосудистую систему. Длина около 1 см. На тергитах брюшка имеются светлые перевязи из прилегающих волосков. Клипеус имеет густую пунктировку. Мед и крупных колоний не образует, но является важным опылителем многих цветковых растений, включая такие важные культуры, как люцерна посевная, морковь и другие. При ввозе в страну коконов люцерновой пчелы-листореза действуют специальные ветеринарные правила, утверждаемые Минсельхозпродом РФ.